# Harjavalta
Harjavalta este o comună din Finlanda.